# ギャル男

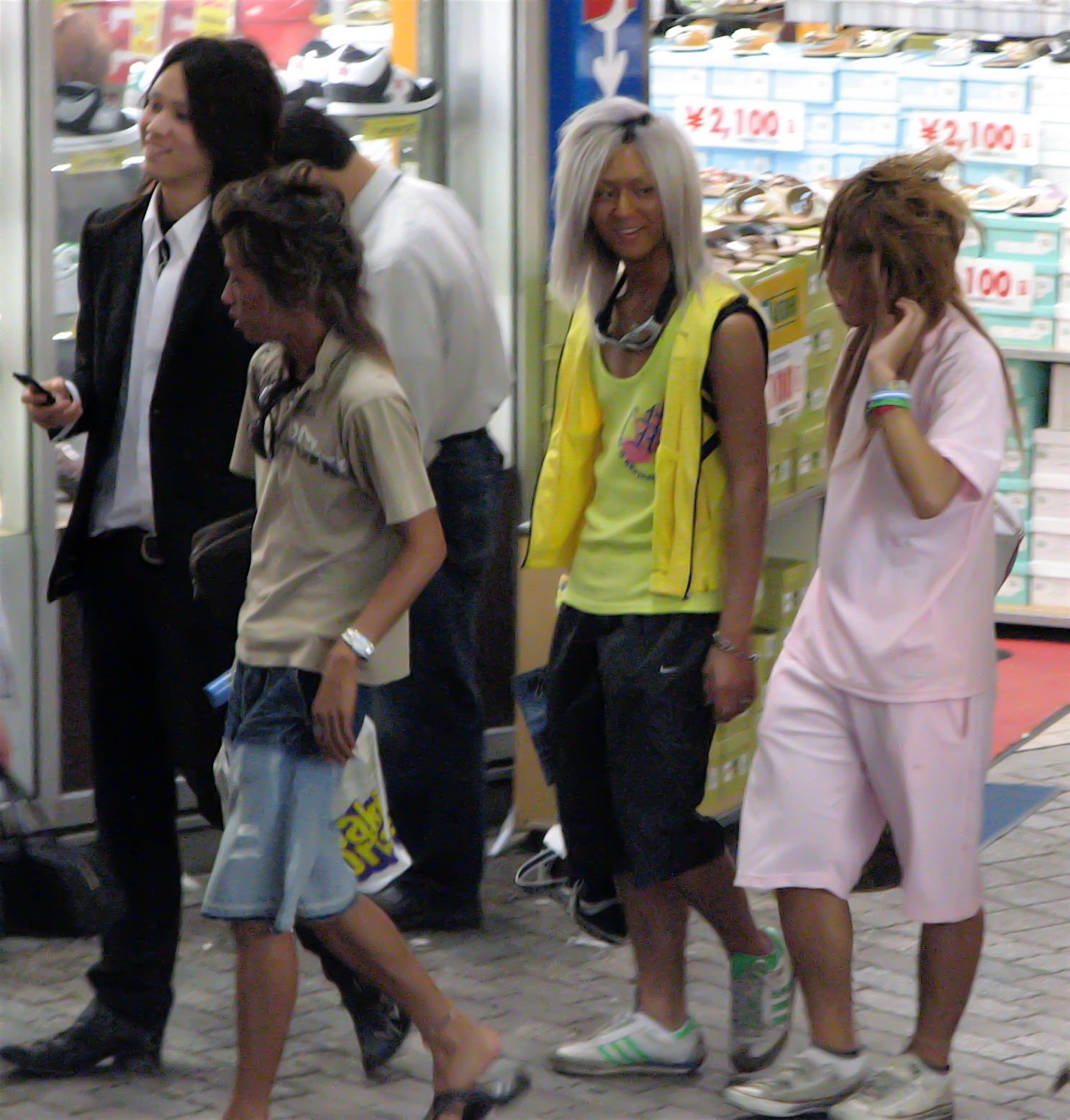
2007年、東京都中央区

ギャル男（ギャルお）は、1990年代後半の日本で発祥した、男性のストリートファッション、あるいはその系統に属するファッションを愛用する男性たちの総称である。

## 概要
ファッション雑誌『Men's egg』の創刊に伴い、同誌が提案したファッションを受け入れた男性たちを指すことが多い。
創刊当初は古着やサーフ系のスタイルがほとんどであり、次第に「ギャル男」といわれるようになっていった。
女性向けファッション雑誌『egg』が1999年、男性向けのストリートファッション誌『Men's egg』を創刊 。独特のファッションを提案し、それまでのファッションに不満を持っていたDQN系やサーファーファッション系の読者から流行が広がっていった。

## ファッション
- 髪型
  - 茶髪＋メッシュなど
  - ミディアムヘアで頭頂部にボリュームをもたせる（このことを愛好家たちの間では「盛る」と言う）
- 服装
  - 全体的に痩身、細身（タイト）な服装
  - （しばしば極端に）焼けた肌
  - 冬は黒い服装が多い
  - 大き目のサングラス
- トップス
  - 豹、シマウマなどのアニマル柄を取り入れる
  - ブラックレターなどゴシックフォント。
  - アクセサリーを大量に付ける
- ボトムス
  - ズボンをブーツに入れるブーツインファッション
  - 夏はカラーパンツ
- 靴
  - エンジニアブーツ
  - 先のとがった靴

## ファッションの多様性と分類
一口にギャル男と言っても以下のようにさまざまなスタイルを内包しており、決してひとくくりにできないのが現状である。
センターGUY
2003年から2004年頃に流行。渋谷センター街の街と男性を意味するGUYを重ねた名称で「センターガイ」と読む。マンバの男性版でモリオ（モリ男、モリ汚）ともいう。雑誌『men's egg』が彼らを取り上げ、「ハロー！センターGUY」というコーナーを設けたために流行した。センターGUYが用いるスラングをGUY語（がいご）と言い、マンバも用いる。髪は茶髪や金髪、さらに原色のピンクなど奇抜な色の長髪（ロンゲ）で、マンバやギャルと同じようにALBA ROSAを好み、メイクもマンバと同じように肌を黒く、目の周りにシールを貼ったり唇を白くするなど奇抜な格好・メイクを好んだ。
お兄系
2000年代後半のギャル男の傾向としてはテーラードジャケットやドレスシャツにジーンズを合わせたファッションが定番となってきており昔のイメージと比べると清潔感あるファッションが多くなっている。
デリッカー
お兄系に1960年代のクラブファッションの要素を取り入れたスタイル。
アメリカンカジュアル
上はチェックシャツやネルシャツ、下はビンテージジーンズを穿き、エンジニアブーツを履いたファッション。
ハードアメリカンカジュアル
リアルレザーやフェイクレザーのバイカージャケットを上着にしたスタイル。
ワーク系
オーバーオールやカバーオールを着てエンジニアブーツを履いたファッション。春から夏にかけて見られる。
サーフ系
サーファーファッション的要素を取り入れたスタイル。上はラグランTシャツ、下はワッペンジーンズ、上着にダウンベストを着た一見、サーファーのようなファッション。
サロン系
サロン系的要素を取り入れたスタイル。ロングカーディガンにタンクトップ、重圧感あるネックレスを使ったファッション。
裏渋系
漢字がプリントされた洋服を着たファッション。
など多種多様なギャル男のファッションがある。

## ギャル男と音楽
サイケデリック・トランスがよく聴かれていた。

## ファッションを紹介している雑誌
- Men's egg
- MEN'S KNUCKLE
- MEN'S ROSES
- Men's Digger
- SHIBUYA STYLE
- Men`S tiger
- wolf Ash

## 関連人物
- 植竹拓
- 梅田直樹
- 佐藤歩
- 千葉雅也
- 筒井心一
- 原田勇介
- 引地敬澄
- 小野法師丸
- シュウペイ